# Steve Smith (criquetero)
Steven Peter Devereux Smith (nacido el 2 de junio de 1989) es un jugador de críquet internacional australiano y excapitán de la Selección de críquet de Australia. Smith está constantemente calificado como uno de los mejores bateadores de prueba del mundo, según el Ranking de Jugadores de ICC. Smith ha sido llamado el "mejor desde Bradman" debido a su promedio de bateo de prueba distintivamente alto. En el cricket doméstico juega para el equipo de críquet de Nueva Gales del Sur.

## Trayectoria profesional
| Equipo                             | País       | Año             |
| ---------------------------------- | ---------- | --------------- |
| New South Wales cricket team       | Australia  | 2007-presente   |
| Worcestershire County Cricket Club | Inglaterra | 2011            |
| Sydney Sixers                      | Australia  | 2011 - presente |
| Pune Warriors India                | India      | 2012 - 2013     |
| Rajasthan Royals                   | India      | 2014 - 2015     |
| Rising Pune Supergiant             | India      | 2016 - 2017     |
| Barbados Royals                    | Barbados   | 2018            |
| Comilla Victorians                 | Bangladés  | 2019            |
| Rajasthan Royals                   | India      | 2019 - 2020     |
| Delhi Capitals                     | India      | 2021            |
| Sussex County Cricket Club         | Inglaterra | 2023            |